# Astudillo Glacier
Astudillo Glacier är en glaciär i Antarktis. Den ligger i Västantarktis. Argentina, Chile och Storbritannien gör anspråk på området. Astudillo Glacier ligger 853 meter över havet.
Terrängen runt Astudillo Glacier är bergig åt sydost, men åt nordväst är den kuperad. Havet är nära Astudillo Glacier åt nordväst. Trakten är glest befolkad. Närmaste befolkade plats är Gonzalez Videla Station, 9,0 kilometer norr om Astudillo Glacier. 